# قانون سرمایش نیوتن
در مطالعه انتقال حرارت ، قانون سرمایش نیوتن یک قانون فیزیکی است که بیان می کند.
میزان اتلاف حرارت بدن با اختلاف دمای بدن و محیط آن نسبت مستقیم دارد.
این قانون غالباً دارای شرایطی است که اختلاف دما کم باشد و ماهیت مکانیسم انتقال حرارت ثابت بماند. به این ترتیب، معادل این است که ضریب انتقال حرارت ، که واسطه بین تلفات گرما و اختلاف دما است، یک ثابت است.
در رسانش گرما ، قانون نیوتن به طور کلی در نتیجه قانون فوریه دنبال می شود. رسانایی حرارتی اکثر مواد فقط به طور ضعیفی به دما وابسته است، بنابراین شرایط ضریب انتقال حرارت ثابت به طور کلی برآورده می شود. در انتقال حرارت همرفتی ، قانون نیوتن برای هوای اجباری یا خنک‌کننده سیال پمپ شده دنبال می‌شود، که در آن خواص سیال به شدت با دما تغییر نمی‌کند، اما این قانون فقط برای همرفت شناور محور، جایی که سرعت جریان با افزایش می‌یابد، تقریباً صادق است. اختلاف دما در مورد انتقال حرارت توسط تشعشعات حرارتی ، قانون سرد شدن نیوتن فقط برای اختلافات دمایی بسیار کوچک برقرار است.
زمانی که قانون نیوتن بر حسب تفاوت دما بیان می شود (با چندین فرض ساده تر، مانند عدد Biot کم و ظرفیت گرمایی مستقل از دما) به یک معادله دیفرانسیل ساده منجر می شود که تفاوت دما را به عنوان تابعی از زمان بیان می کند. راه حل آن معادله کاهش تصاعدی اختلاف دما را در طول زمان توصیف می کند. این فروپاشی مشخصه تفاوت دما نیز با قانون سرد شدن نیوتن مرتبط است.

## پیشینه تاریخی
اسحاق نیوتن کار خود را در مورد خنک کردن به طور ناشناس در سال 1701 با عنوان "Scala graduum Caloris" در معاملات فلسفی منتشر کرد.
نیوتن در اصل قانون خود را به شکل فوق در سال 1701 بیان نکرد. در عوض، با استفاده از اصطلاحات امروزی، نیوتن پس از دستکاری های ریاضی متوجه شد که سرعت تغییر دمای یک جسم متناسب با اختلاف دما بین بدن و محیط اطراف آن است. این ساده ترین نسخه نهایی قانون، که توسط خود نیوتن ارائه شد، تا حدی به دلیل سردرگمی در زمان نیوتن بین مفاهیم گرما و دما بود، که تا مدت ها بعد به طور کامل از هم گسسته نمی شد.
در سال 2020، مارویاما و موریا آزمایش‌های نیوتن را با دستگاه‌های مدرن تکرار کردند و از تکنیک‌های مدرن کاهش داده‌ها استفاده کردند. به طور خاص، این محققین تابش حرارتی در دماهای بالا را در نظر گرفتند (همانطور که برای فلزات مذاب استفاده شده نیوتن) و اثرات شناوری بر جریان هوا را در نظر گرفتند. در مقایسه با داده های اصلی نیوتن، آنها به این نتیجه رسیدند که اندازه گیری های او (از 1692 تا 1693) "کاملا دقیق" بوده است.

## ارتباط با مکانیسم خنک کننده
گاهی اوقات گفته می‌شود که خنک‌سازی همرفتی توسط «قانون خنک‌سازی نیوتن» کنترل می‌شود. وقتی ضریب انتقال حرارت مستقل یا نسبتاً مستقل از اختلاف دما بین جسم و محیط باشد، از قانون نیوتن پیروی می شود. این قانون برای خنک کردن هوای اجباری و مایع پمپ شده، جایی که سرعت سیال با افزایش اختلاف دما افزایش نمی یابد، به خوبی صادق است. قانون نیوتن در خنک سازی صرفاً از نوع رسانایی به دقت رعایت می شود. با این حال، ضریب انتقال حرارت تابعی از اختلاف دما در انتقال حرارت همرفتی طبیعی (محرک شناوری) است. در آن صورت، قانون نیوتن تنها زمانی به نتیجه تقریب می زند که اختلاف دما نسبتاً کم باشد. خود نیوتن به این محدودیت پی برد.
اصلاح قانون نیوتن در مورد همرفت برای تفاضل دماهای بزرگتر با گنجاندن یک توان، در سال 1817 توسط Dulong و Petit انجام شد. (این افراد به دلیل فرمول بندی قانون Dulong-Petit در مورد ظرفیت گرمایی ویژه مولی یک کریستال بیشتر شناخته شده اند.)
وضعیت دیگری که از قانون نیوتن پیروی نمی کند، انتقال حرارت تابشی است. خنک‌سازی تشعشعی با قانون استفان-بولتزمن بهتر توصیف می‌شود که در آن نرخ انتقال حرارت به‌عنوان تفاوت در توان چهارم دمای مطلق جسم و محیط آن تغییر می‌کند.

## فرمول بندی ریاضی قانون نیوتن
بیانیه قانون نیوتن که در ادبیات انتقال حرارت به کار می رود این ایده را در ریاضیات مطرح می کند که نرخ اتلاف گرما یک جسم متناسب با اختلاف دما بین بدن و محیط اطراف آن است . برای یک ضریب انتقال حرارت مستقل از دما، عبارت به صورت زیر است:
{\displaystyle {\dot {Q}}=hA\left(T(t)-T_{\text{env}}\right)=hA\,\Delta T(t),}
جایی که:
- {\displaystyle {\dot {Q}}} سرعت انتقال حرارت به خارج از بدن است (واحد SI: وات )،
- {\displaystyle h} ضریب انتقال حرارت است (مستقل از T در نظر گرفته می شود و به طور میانگین روی سطح می باشد) (واحد SI: W/m 2 ⋅K)،
- {\displaystyle A} مساحت سطح انتقال حرارت است (واحد SI: m2 )،
- {\displaystyle T} دمای سطح جسم است (واحد SI: K)،
- {\displaystyle T_{\text{env}}} دمای محیط است؛ به عنوان مثال، دمای مناسب دور از سطح (واحد SI: K)،
- {\displaystyle \Delta T(t)=T(t)-T_{\text{env}}} اختلاف دمای وابسته به زمان بین محیط و شی است (واحد SI: K).

ضریب انتقال حرارت h به خواص فیزیکی سیال و موقعیت فیزیکی که در آن جابجایی رخ می دهد بستگی دارد. بنابراین، یک ضریب انتقال حرارت منفرد (که به طور قابل توجهی در محدوده‌های اختلاف دما که در طول سرمایش و گرمایش تحت پوشش قرار می‌گیرند تغییر نمی‌کند) باید به‌طور تجربی برای هر سیستمی که قرار است آنالیز شود، استخراج یا یافت.
فرمول ها و همبستگی ها در بسیاری از منابع برای محاسبه ضرایب انتقال حرارت برای پیکربندی ها و سیالات معمولی موجود است. برای جریان‌های آرام، ضریب انتقال حرارت معمولاً کوچک‌تر از جریان‌های آشفته است، زیرا جریان‌های آشفته دارای اختلاط قوی در لایه مرزی روی سطح انتقال حرارت هستند. توجه داشته باشید که ضریب انتقال حرارت در یک سیستم زمانی که انتقال از جریان آرام به جریان آشفته رخ می دهد، تغییر می کند.

## فرمولاسیون ساده شده
با بدون بعد کردن، معادله دیفرانسیل تبدیل می‌شود:
{\displaystyle {\dot {T}}=r\left(T_{\text{env}}-T(t)\right),}
جایی که:
- {\displaystyle {\dot {T}}} نرخ اتلاف حرارت (واحد SI: K/ثانیه)،
- {\displaystyle T} دمای سطح جسم است (واحد SI: K)،
- {\displaystyle T_{\text{env}}} دمای محیط است؛ به عنوان مثال، دمای مناسب دور از سطح (واحد SI: K)،
- {\displaystyle r} ضریب انتقال حرارت است (واحد SI:second{\displaystyle ^{-1}}

حل مسئله مقدار اولیه با استفاده از جداسازی متغیرها می دهد.
{\displaystyle T(t)=T_{\text{env}}+(T(0)-T_{\text{env}})e^{-rt}.}

### شماره Biot
عدد Biot، یک کمیت بدون بعد، برای یک جسم به صورت تعریف شده است.
{\displaystyle {\text{Bi}}={\frac {hL_{\rm {C}}}{k_{\rm {b}}}},}
جایی که:
- h = ضریب فیلم یا ضریب انتقال حرارت یا ضریب انتقال حرارت همرفتی،
- L = طول مشخصه ، که معمولاً به عنوان حجم بدن تقسیم بر سطح بدن تعریف می شود، به طوری که {\displaystyle L_{\rm {C}}=V_{\text{body}}/A_{\text{surface}}}
- k هدایت حرارتی بدن.

اهمیت فیزیکی عدد Biot را می توان با تصور جریان گرما از یک کره فلزی داغ که به طور ناگهانی در یک حوضچه به سیال اطراف غوطه ور شده است درک کرد. جریان گرما دو مقاومت را تجربه می کند: اولی در خارج از سطح کره، و دومی در داخل فلز جامد (که تحت تأثیر اندازه و ترکیب کره است). نسبت این مقاومت ها عدد بیوت بدون بعد است.
اگر مقاومت حرارتی در سطح مشترک سیال/کره از مقاومت حرارتی ارائه شده توسط فضای داخلی کره فلزی بیشتر شود، عدد Biot کمتر از یک خواهد بود. برای سیستم هایی که بسیار کمتر از یک است، ممکن است فرض شود که درون کره همیشه دمای یکسانی دارد، اگرچه این دما ممکن است در حال تغییر باشد، زیرا گرما از سطح به کره منتقل می شود. معادله ای که برای توصیف این تغییر در دمای (نسبتاً یکنواخت) در داخل جسم، معادله نمایی ساده ای است که در قانون سرمایش نیوتن توضیح داده شده است که بر حسب اختلاف دما بیان شده است (به زیر مراجعه کنید).
در مقابل، کره فلزی ممکن است بزرگ باشد، که باعث می شود طول مشخصه به حدی افزایش یابد که عدد Biot بزرگتر از یک باشد. در این حالت، شیب دمایی درون کره مهم می‌شود، حتی اگر ماده کره یک رسانای خوب باشد. به همین ترتیب، اگر کره از مواد عایق حرارتی (کم رسانا) مانند چوب یا پلی استایرن ساخته شده باشد، مقاومت داخلی در برابر جریان گرما از مرز سیال/کره فراتر خواهد رفت، حتی با یک کره بسیار کوچکتر. در این صورت دوباره عدد Biot بزرگتر از یک خواهد بود.
مقادیر عدد Biot کوچکتر از 0.1 نشان می دهد که رسانش گرما در داخل بدن بسیار سریعتر از انتقال گرما از سطح آن است و گرادیان دما در داخل آن ناچیز است. این می تواند کاربرد (یا غیر قابل اجرا بودن) روش های خاصی را برای حل مشکلات انتقال حرارت گذرا نشان دهد. به عنوان مثال، یک عدد Biot کمتر از 0.1 معمولاً نشان می‌دهد که خطای کمتر از 5 درصد هنگام فرض یک مدل ظرفیت خازنی انتقال حرارت گذرا (که آنالیز سیستم توده‌ای نیز نامیده می‌شود) وجود خواهد داشت.  به طور معمول، این نوع تجزیه و تحلیل منجر به رفتار گرمایش یا سرمایش نمایی ساده (سرد کردن یا گرمایش "نیوتنی") می شود زیرا انرژی داخلی بدن با دمای آن نسبت مستقیم دارد که به نوبه خود میزان انتقال گرما به داخل یا خارج از آن را تعیین می کند. این منجر به یک معادله دیفرانسیل مرتبه اول ساده می شود که انتقال حرارت را در این سیستم ها توصیف می کند.
داشتن عدد Biot کوچکتر از 0.1 ماده را به عنوان "از نظر حرارتی نازک" نشان می دهد و دما را می توان در کل حجم ماده ثابت فرض کرد. برعکس نیز صادق است: عدد Biot بزرگتر از 0.1 (یک ماده "ضخیم حرارتی") نشان می دهد که نمی توان چنین فرضی را داشت و معادلات پیچیده تری انتقال حرارت برای "رسانش گرما گذرا" برای توصیف زمان متغیر و غیر ضروری است. - میدان دمایی یکنواخت در بدنه مادی. روش های تحلیلی برای رسیدگی به این مشکلات، که ممکن است برای اشکال هندسی ساده و رسانایی حرارتی یکنواخت مواد وجود داشته باشد، در مقاله معادله گرما توضیح داده شده است.

## کاربرد قانون سرد شدن گذرا نیوتن
راه‌حل‌های ساده برای خنک‌سازی گذرا یک جسم زمانی به دست می‌آیند که مقاومت حرارتی داخلی جسم در مقایسه با مقاومت در برابر انتقال حرارت به دور از سطح جسم (توسط رسانش خارجی یا همرفت) کوچک باشد، که شرایطی است که Biot برای آن وجود دارد. عدد کمتر از 0.1 است. این شرایط امکان فرض یک دمای واحد و تقریباً یکنواخت را در داخل بدن فراهم می‌کند که در زمان تغییر می‌کند اما نه با موقعیت. (در غیر این صورت، بدن در هر زمان دماهای بسیار متفاوتی را در درون خود خواهد داشت.) این دمای واحد عموماً با پیشرفت زمان به طور تصاعدی تغییر می کند (به زیر مراجعه کنید).
شرط کم بودن تعداد Biot منجر به مدل موسوم به ظرفیت خازنی توده ای می شود. در این مدل، انرژی داخلی (میزان انرژی حرارتی در بدن) با فرض ظرفیت گرمایی ثابت محاسبه می‌شود. در آن صورت، انرژی درونی بدن تابعی خطی از دمای منفرد درونی بدن است.
محلول خازنی توده‌ای که در ادامه می‌آید، ضریب انتقال حرارت ثابت را فرض می‌کند، همانطور که در جابجایی اجباری چنین است. برای همرفت آزاد، مدل خازن توده ای را می توان با یک ضریب انتقال حرارت که با اختلاف دما تغییر می کند حل کرد.

## پاسخ گذرای مرتبه اول اجسام با ظرفیت خازنی توده ای
جسمی که به‌عنوان یک جسم خازنی توده‌ای در نظر گرفته می‌شود، با کل انرژی {\displaystyle U} (بر حسب ژول)
با یک دمای داخلی واحد مشخص می شود،{\displaystyle T(t)}.ظرفیت حرارتی {\displaystyle C}, از بدن است {\displaystyle C=dU/dT}(در J/K)برای مورد یک ماده تراکم ناپذیر. انرژی داخلی ممکن است بر حسب دمای بدن، ظرفیت گرمایی (که مستقل از دما است) و دمای مرجعی که در آن انرژی داخلی صفر است، نوشته شود:{\displaystyle U=C(T-T_{\text{ref}})}.
متمایز کننده {\displaystyle U} با توجه به زمان می دهد:
{\displaystyle {\frac {dU}{dt}}=C\,{\frac {dT}{dt}}.}
اعمال قانون اول ترمودینامیک به جسم برآمده می دهد  {\textstyle {\frac {dU}{dt}}=-{\dot {Q}}},جایی که سرعت انتقال حرارت به خارج از بدن، {\displaystyle {\dot {Q}}}, ممکن است با قانون خنک کننده نیوتن بیان شود، و جایی که هیچ انتقال کاری برای یک ماده تراکم ناپذیر رخ نمی دهد. بدین ترتیب،
{\displaystyle {\frac {dT(t)}{dt}}=-{\frac {hA}{C}}(T(t)-T_{\text{env}})=-{\frac {1}{\tau }}\ \Delta T(t),} 
جایی که ثابت زمانی سیستم است.  {\displaystyle \tau =C/(hA)}.ظرفیت حرارتی{\displaystyle C} مکن است بر حسب ظرفیت گرمایی ویژه جسم نوشته شود،{\displaystyle c} (J/kg-K) و جرم،{\displaystyle m} (kg).ثابت زمانی پس از آن است {\displaystyle \tau =mc/(hA)}.
زمانی که دمای محیط در زمان ثابت است، ممکن است تعریف کنیم {\displaystyle \Delta T(t)=T(t)-T_{\text{env}}}. معادله می شود.
{\displaystyle {\frac {dT(t)}{dt}}={\frac {d\Delta T(t)}{dt}}=-{\frac {1}{\tau }}\Delta T(t).}
حل این معادله دیفرانسیل با ادغام از شرایط اولیه است:
{\displaystyle \Delta T(t)=\Delta T(0)\,e^{-t/\tau }.}
جایی که {\displaystyle \Delta T(0)} اختلاف دما در زمان 0 است. با بازگشت به دما، راه حل است:
{\displaystyle T(t)=T_{\text{env}}+(T(0)-T_{\text{env}})\,e^{-t/\tau }.}
اختلاف دما بین بدن و محیط به صورت تصاعدی بر حسب زمان کاهش می یابد.

## همچنین ببینید
- انتقال حرارتی
- فهرست رسانایی حرارتی
- معادله انتشار همرفت
- R-value (عایق)
- لوله حرارتی
- قانون انتشار فیک
- هدایت حرارتی نسبیتی
- معادله چرچیل – برنشتاین
- شماره فوریه
- شماره بیوت
- انتشار کاذب
- اثر Mpemba

## لینک های خارجی
- Heat conduction – Thermal-FluidsPedia
- Newton's Law of Cooling by Jeff Bryant based on a program by Stephen Wolfram, Wolfram Demonstrations Project.
- A Heat Transfer Textbook, 5/e, free ebook.